# Jakob Arnold
Jakob Arnold (* 1988 in Erlangen) ist ein deutscher Theaterregisseur und Hochschuldozent.

## Leben
Jakob Arnold studierte von 2008 bis 2014 Philosophie, Altgriechisch, Dramaturgie und Theaterwissenschaft in München und von 2014 bis 2018 Theaterregie an der Folkwang Universität der Künste in Essen und Bochum. Er war Stipendiat der Studienstiftung des deutschen Volkes. Seine Diplom-Inszenierung Die Kontrakte des Kaufmanns von Elfriede Jelinek wurde zum Körber Studio für Junge Regie eingeladen.
Seit 2018 arbeitet er als Regisseur an verschiedenen Theatern in Deutschland und inszeniert klassische und zeitgenössische Stoffe, z. B. Antigone von Sophokles, Die Jungfrau von Orleans von Schiller, Emilia Galotti von Lessing, Woyzeck von Büchner, Publikumsbeschimpfung von Peter Handke, Vor Sonnenaufgang von Ewald Palmetshofer nach Gerhart Hauptmann und Die Opferung von Gorge Mastromas von Dennis Kelly. Am Stadttheater Bremerhaven realisierte er gemeinsam mit der Theatermusikerin Cindy Weinhold die Stückentwicklung Light my fire über Jim Morrison und The Doors. Kommende Premieren sind die Komödie Smiley von Guillem Clua am Volkstheater Rostock und Elfriede Jelineks Winterreise am Grand Théâtre de la Ville de Luxembourg. 
Als Dozent für Regie, Dramaturgie und Szene ist er in den Studiengängen Regie und Physical Theatre an der Folkwang Universität der Künste tätig. Er unterrichtete außerdem u. a. an der Hochschule für Musik und Darstellende Künste in Frankfurt am Main und gab diverse Workshops z. B. an der Hochschule für Schauspielkunst Ernst Busch.
Arnold gründete 2016 die Studierendenplattform junges ensemble–netzwerk und 2018 das regie–netzwerk. 2017 rief er die Konferenz der Theaterstudierenden ins Leben. Er arbeitet an der Wiederbelebung des Schauspiels in Erfurt und initiierte 2021 das Theaterfestival Phoenix im ehemaligen Schauspielhaus Erfurt, das er bis 2023 co-leitete. 
Ab der Spielzeit 2025/26 soll er gemeinsam mit Daniel Kunze die Intendanz des Schlosstheaters Moers übernehmen.

## Inszenierungen (Auswahl)
- 2018: Kontrakte des Kaufmanns von Elfriede Jelinek – Körber Studio Junge Regie am Thalia Theater Hamburg[2][3]
- 2018: Woyzeck von Büchner – Prinzregenttheater Bochum[4]
- 2018: Lenz von Büchner – Theater Aachen[5]
- 2019: Opferung von Gorge Mastromas von Dennis Kelly – Theater Lüneburg[6][7]
- 2019: Oleanna von David Mamet – Theater Erlangen[8]
- 2019: Wonderland Avenue von Sibylle Berg – Landestheater Detmold[9]
- 2020: Vor Sonnenaufgang von Ewald Palmetshofer – Landesbühne Nord Wilhelmshaven[10][11]
- 2020: Die Jungfrau von Orleans von Schiller – Theater Lüneburg[12]
- 2020: Emilia Galotti von Lessing – Theater Lüneburg[13][14]
- 2022: Publikumsbeschimpfung von Peter Handke – Theater Erfurt[15][16]
- 2023: Der Tempelherr von Ferdinand Schmalz – Landesbühne Nord Wilhelmshaven[17]
- 2023: Welt überfüllt von Anna Gmeyner – Hochschule für Musik und Theater Rostock
- 2023: Jüdisches Erfurt – Walking Act zum jüdischen Leben und Erbe in Erfurt
- 2023: Light My Fire von Jakob Arnold und Ensemble – Stadttheater Bremerhaven
- 2024: Antigone von Sophokles – Theater Lüneburg

## Kulturpolitische Aktivitäten
- Konferenz der Theaterstudierenden in Bochum[18]
- Gründung von regie-netzwerk[19]
- Veröffentlichung des Essays New Culture Deal für die kulturpolitische Gesellschaft[20]
- Veranstaltung der Konferenz Was sollen wir spielen? Zukunftsthemen der Darstellenden Künste im Rahmen des PHOENIX Theaterfestivals[21]